# Momordica repens
Momordica repens är en gurkväxtart som beskrevs av Cornelis Eliza Bertus Bremekamp. Momordica repens ingår i släktet Momordica och familjen gurkväxter. Inga underarter finns listade i Catalogue of Life.